# Oceano
Oceano Andrade da Cruz (ur. 29 lipca 1962 w São Vicente) – portugalski piłkarz grający na pozycji pomocnika, a także trener. Urodził się w portugalskiej kolonii, obecnie Republika Zielonego Przylądka. Wyemigrował z rodziną do Portugalii, będąc dzieckiem.

## Kariera klubowa
Najlepsze lata kariery spędził w Sportingu. Z przerwą grał tam 12 lat. W międzyczasie zaliczył udaną czteroletnią przygodę w Realu Sociedad. U schyłku kariery zagrał przez rok w Toulouse FC.

## Kariera reprezentacyjna
Oceano przez 13 lat (1985–1998) grał w reprezentacji swojego kraju. Rozegrał w niej 54 spotkania, zdobywając osiem bramek.